# تراجع (فلم)
تراجع (بالإنجليزية: Regression) فيلم كندي أسباني أمريكي من نوع الإثارة النفسية صدر في 1 أكتوبر 2015 وهو من إخراج وإنتاج وكتابة أليخاندرو آمينابار وبطولة إيما واتسون وإيثان هوك وديفون بوستيك وديفيد دانسيك .

## القصة
في فيلم "Regression"الفيلم يأخذ مكان في ولاية مينيسوتا، في عام 1990. المخبر بروس كينير (إيثان هوك) يحقق في قضية جون غراي (ديفيد دانسيك) الذي يعترف بالاعتداء الجنسي على ابنته البالغة من العمر 17 عاما، أنجيلا (إيما واتسون)، ولكن لا تتذكر ذلك. باستخدام تقنية تجريبية لاستعادة ذكريات أنجيلا، وكينير يكتشف عبادة شيطانية مرعبة وطقوس التضحية البشرية.

## الممثلون
- إيثان هوك بدور المخبر بروس كينير
- إيما واتسون بدور أنجيلا رمادي
- ديفيد ثويليس بدور أستاذ كينيث رينز
- Lothaire Bluteau بدور القس موراي
- ديل ديكي في دور روز رمادي
- ديفيد بدور دنشاك جون غراي
- بيتر ماكنيل بدور رئيسا شرطة كليفلاند
- ديفون بوستيك بدور روي رمادي
- هارون أشمور بدور المحقق جورج نيسبيت
- آدم جزار بدور برودي
- كريستيان بروون بدور أندرو
- هارون أبرامز بدور فاريل

## روابط خارجية
- مقالات تستعمل روابط فنية بلا صلة مع ويكي بيانات